# Литвинов, Сергей Николаевич
Серге́й Никола́евич Литви́нов (23 января 1958, хутор Цукерова Балка, Кущёвский район, Краснодарский край, РСФСР, СССР — 19 февраля 2018, Сочи, Россия) — советский метатель молота, олимпийский чемпион 1988 года и двукратный чемпион мира (1983 и 1987), экс-рекордсмен мира. Двукратный чемпион СССР (1979, 1983). Заслуженный мастер спорта СССР (1983).
Отец метателя молота Сергея Сергеевича Литвинова. В последнее время — тренер.

## Биография
Родился 23 января 1958 года в селе Цукерова Балка Краснодарского края. Вскоре семья Литвиновых переехала в Ростов-на-Дону. С раннего детства занимался борьбой, футболом, а затем окончательно закрепился в качестве метателя молота под руководством тренера Игоря Тимашкова, впоследствии заслуженного тренера СССР.
В 1988 30-летний Литвинов писал о вреде больших нагрузок:

…серьезные занятия спортом якобы отрицательно сказываются на здоровье… …реакция на перетренированность наступает мгновенно и легко лечится отдыхом…
Вскоре он выиграл игры в Сеуле с олимпийским рекордом 84 м 80 см, не побитым до сих пор. Послеолимпийский сезон Сергей Литвинов пропустил. Занимался, в основном, со штангой и играл в теннис и другие игры.
После этого были три года неудач.

…Были и травмы…каждый год для меня практически заканчивался на первых же стартах.

## Возвращение
К отбору в олимпийскую сборную в 1992 году Литвинов отнесся не очень серьезно. Стали исчезать стимулы к занятиям. В 1993 году Сергей Литвинов стабильно метал на 80 метров (лучший на 84). 27 мая на Кубке Европы в Риме — первом крупном старте в истории сборной России — он метал так же стабильно и победил, показав 80,78. В августе он ещё выступил на чемпионате мира в Штутгарте, где занял 7 место.

## Смерть
Скончался 19 февраля 2018 года в Сочи во время подготовки к очередным соревнованиям метателей молота сборной России на тренировочной базе в Адлере.
Похоронен на Троекуровском кладбище.

## Семья
- Первая жена Ольга Литвинова(Роот)
- Вдова — Светлана Шерина
- Дети — Александра, Ангелина, Анжелика, Егор, Ольга, Сергей.